# Batalla de Numistro
La batalla de Numistro fue un enfrentamiento bélico que se libró al final del verano de 210 a. C. entre el ejército cartaginés de Aníbal y un ejército consular dirigido por el cónsul Marco Claudio Marcelo.

## Sucesos previos

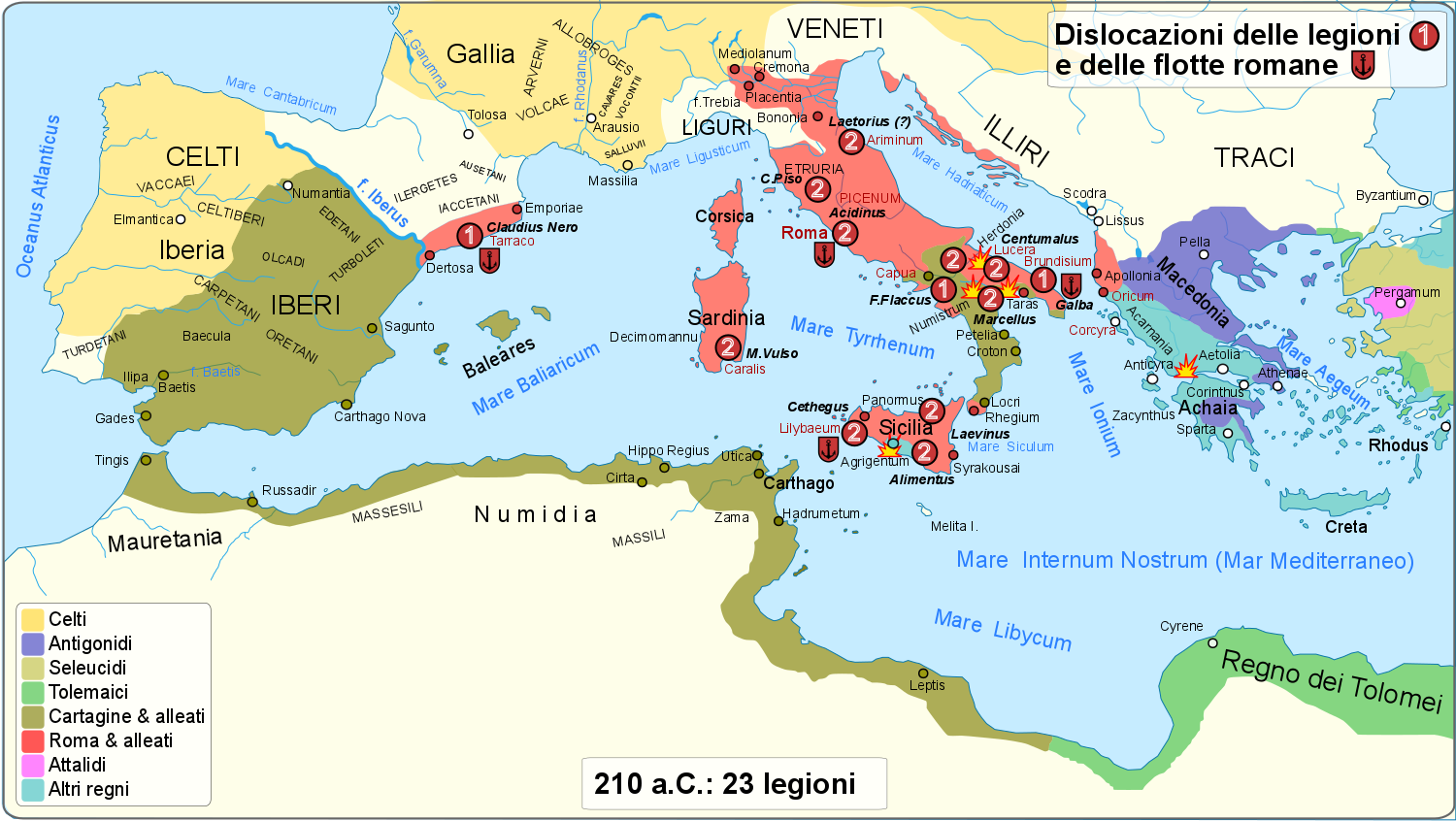
Desplazamiento y tamaño de los ejércitos romanos en 210 a.C. durante la Segunda Guerra Púnica

A comienzos del consulado del año 210 a. C., el bando cartaginés sufrió la pérdida por traición de la localidad de Salapia, una relevante posición en la costa adriática del norte de Apulia. En dicha población, el ejército púnico contaba con una importante guarnición de caballería que fue aniquilada. De acuerdo a las fuentes romanas, estas bajas supusieron a Aníbal perder la gran superioridad en caballería que había mostrado hasta entonces y ocasionó que se dirigiese a su retaguardia en el Brucio, probablemente a sustituir los muertos sufridos con tropas de refresco que pudiera tener en guarniciones de la zona. Después de este acontecimiento, el bando cartaginés se tomó cumplida venganza con el aniquilamiento por parte de Aníbal, del ejército romano que operaba en Apulia bajo mando del procónsul Cneo Fulvio Centúmalo en la 2.ª batalla de Herdonea. Dicha victoria se logró con un retorno por sorpresa desde el Brucio al norte de Apulia del ejército púnico. Pese a la victoria, Aníbal decidió evacuar Herdonea y su población, trasladándola hasta Metaponto, pues siendo la única ciudad en sus manos en esa zona, era solo cuestión de tiempo que se consumara su traición. Mientras sucedía esto, las tropas romanas bajo mando de Marcelo, tomaban las localidades samnitas de Meles y Maronea, las cuales contaban para su protección con contingentes cartagineses. 
Con el fin de frenar al ejército púnico, el cónsul Marco Claudio Marcelo, tras anunciar sus intenciones al Senado por carta, acudió desde el Samnio con su ejército consular, interceptando a Aníbal, que se encontraba acampado en Lucania en la localidad de Numistro (en las proximidades de la actual Muro Lucano). Tras haber sido destruido el ejército de Cneo Fulvio Centumalo en Herdonea, el de Marcelo, era el único ejército romano existente en el sur de Italia, aparte del reducido contingente de una legión y un "alae" que ocupaba Capua bajo mando de Quinto Fulvio Flaco. El encuentro podía tener consecuencias importantes para el dominio del Sur de Italia.
Numistro se encontraba cerca del puente romano de Balvano, situado unos quince kilómetros al sur y conocido como de Aníbal por suponerse que sustituía a uno ejecutado por el general cartaginés. Este detalle hace pensar que la localidad era un punto intermedio en una ruta empleada por el ejército púnico entre Apulia y el Brucio, zona donde Aníbal contaba con su retaguardia. Marcelo habría interceptado el retorno del general cartaginés con sus huestes a dicho territorio, tras la 2.ª batalla de Herdonea.

## Desarrollo de la batalla
Los cartagineses tenían su campamento en una elevación mientras los romanos lo situaron en un llano situado junto a la población. La acción se inicia relativamente temprano con la salida al campo de batalla de los hombres de Marcelo. Aníbal acepta el reto y dispone a los suyos para la lucha. Los púnicos, se ven favorecidos por su mejor posición en el escenario de la batalla, finalizando el encuentro cuando oscurece. De acuerdo al relato de Tito Livio, los romanos alinearon en vanguardia a la I Legión junto al alae sociorum derecha. En el transcurso de la batalla estas unidades fueron relevadas por la III Legión y por el "alae" izquierda. Por parte cartaginesa también se habría producido el relevo de su primera línea por unidades de reserva. El combate se interrumpió debido a la falta de luz. Livio alude a la participación de honderos baleares e infantería hispana en el ejército de Aníbal.
Aunque Frontino da como ganador a Aníbal destacando la importancia en el envite del terreno que flanqueaba las posiciones púnicas, Livio y Plutarco cuentan que el resultado de la larga batalla no fue concluyente, y terminó con Aníbal en retirada y rehusando combatir al día siguiente.

## Acontecimientos posteriores
Marcelo, tras dejar a sus heridos en Numistro junto a una guarnición, persiguió al general cartaginés hasta Venusia (Apulia) donde luchó con él en una serie de escaramuzas. Pese a sus reticencias para abandonar a sus tropas en el frente y acudir a Roma, Marcelo debió ir finalmente a la ciudad para nombrar un Dictador que organizase las elecciones consulares, tras lo cual regresó a Apulia a preparar el inicio de la siguiente campaña. Tras recibir una carta del nuevo cónsul Fabio Máximo pidiéndole endurecer sus operaciones contra Aníbal, al inicio del año siguiente 209 a. C. y después de levantar sus cuarteles de invierno, tendría otro duro combate contra el cartaginés en la localidad de Canusio.
Dada la sucesión de hechos previos conocidos en 210 a. C., la batalla de Numistro debió ocurrir con el consulado en curso bastante avanzado pero dejando algo de margen para las posteriores operaciones en Venusia justo antes de las elecciones consulares. Y la de Canusio al poco de empezado el nuevo (209 a. C.), por lo que posiblemente ambos combates estuvieron separados en el tiempo alrededor de medio año.